# 우자르구
우자르구(아제르바이잔어: Ucar rayonu)는 아제르바이잔 중부에 위치한 구로 행정 중심지는 우자르이며 면적은 867km2, 인구는 77,900명(2009년 기준)이다.